# Zach LaVine
Zachary Thomas LaVine, detto Zach (Renton, 10 marzo 1995), è un cestista statunitense, professionista nella NBA con i Sacramento Kings.
Dal 2021, fa parte della Nazionale degli Stati Uniti, ed ha partecipato alle olimpiadi di Tokyo 2020, vincendo un oro olimpico.

## Caratteristiche tecniche
La caratteristica per cui LaVine si è fatto distinguere è il suo atletismo, la grande capacità di saltare al ferro attirando le difese avversarie. A questo si aggiunge una padronanza del tiro dalla fascia media e oltre l'arco, acquisita nel tempo. È carente, invece, nelle doti difensive.

## Carriera
Dopo un'unica stagione in NCAA con gli UCLA Bruins (chiusa con quasi 10 punti di media) viene scelto alla 13ª chiamata del Draft 2014 dai Minnesota Timberwolves.

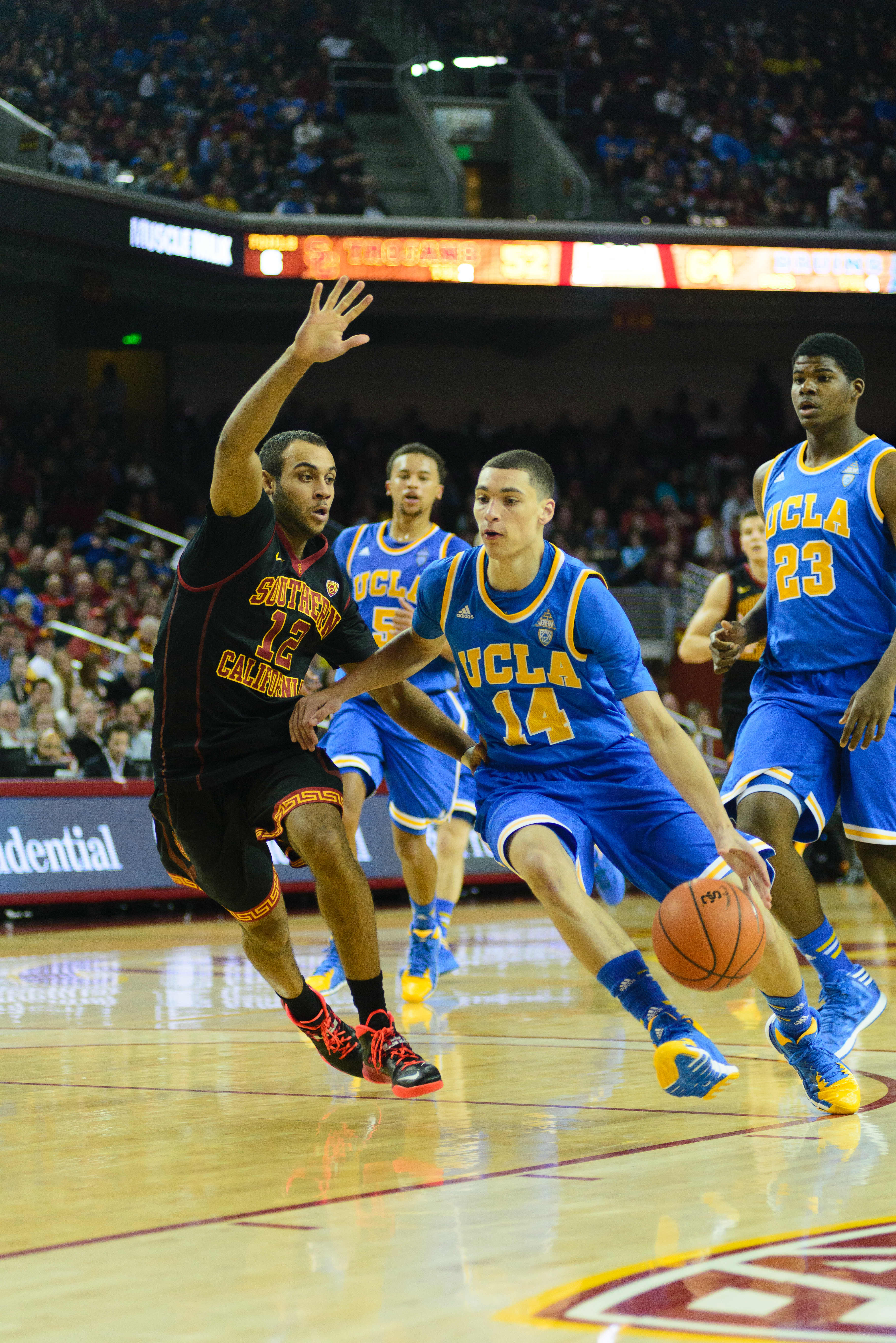
LaVine al college

Il 27 gennaio 2015 viene selezionato, insieme a Giannīs Antetokounmpo, Mason Plumlee e Victor Oladipo, come partecipante alla gara delle schiacciate dell'NBA All-Star Weekend 2015, evento vinto il 14 febbraio 2015 con una prestazione da molti considerata come una delle migliori degli ultimi anni.. Tale risultato è stato ripetuto l'anno successivo nell'edizione svoltasi il 13 febbraio 2016 a Toronto.
A giugno 2017 viene inserito nello scambio per Jimmy Butler, ed effettua il trasferimento ai Chicago Bulls.
A marzo 2021, riceve la sua prima convocazione agli All-Star Game.
Il 25 luglio 2021, ottiene la sua prima presenza ufficiale con la nazionale di Basket USA, alle Olimpiadi di Tokyo 2020, nella gara contro la Francia, che trionfa per 83-76.

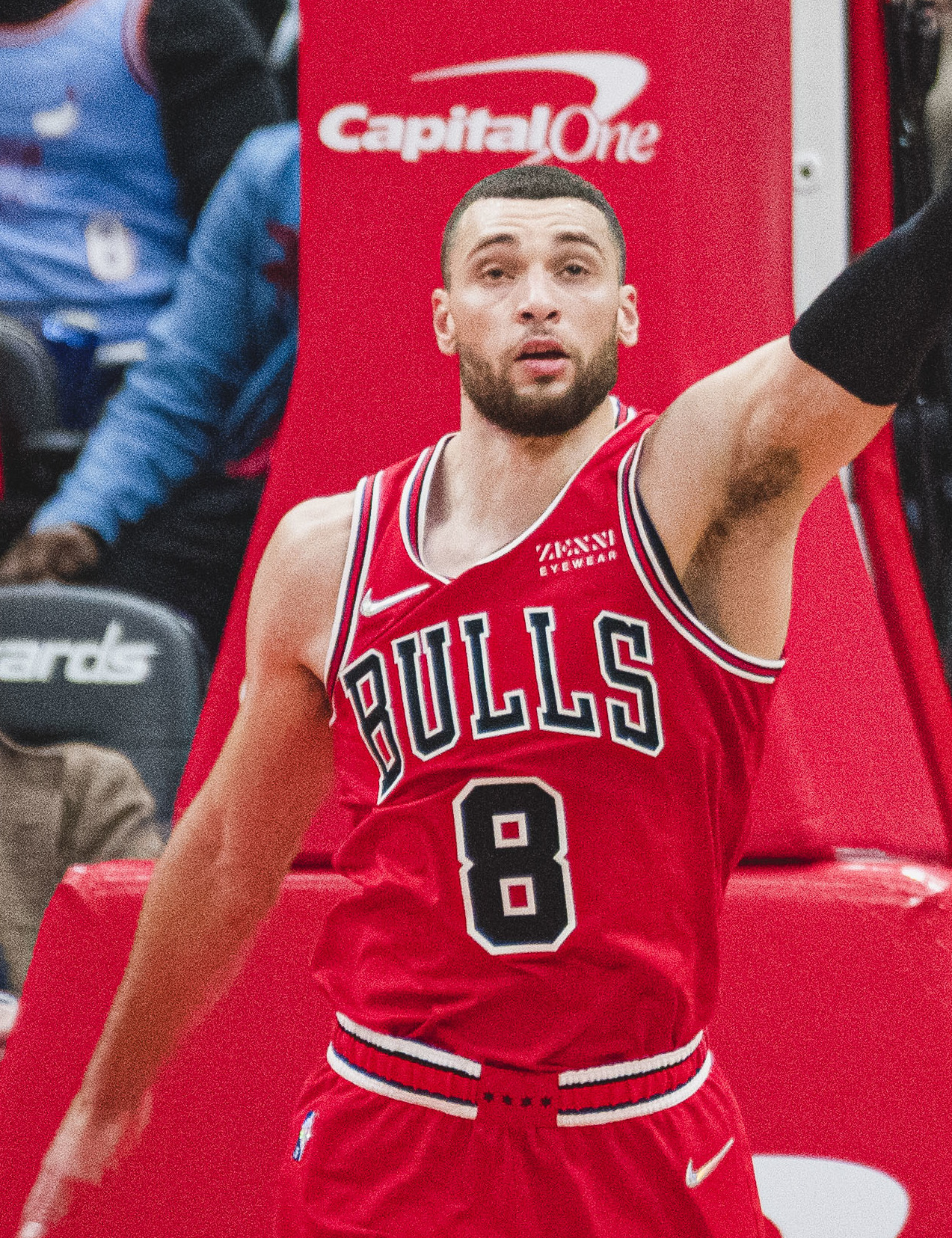
Zach LaVine con la maglia dei Bulls nel 2022

Il 7 agosto 2021 LaVine conquista l'oro alle olimpiadi di Tokyo 2020, battendo la Francia in finale per 87-82.

## Statistiche

### NCAA
| Anno      | Squadra     | PG | PT | MP   | TC%  | 3P%  | TL%  | RP  | AP  | PRP | SP  | PP  |
| --------- | ----------- | -- | -- | ---- | ---- | ---- | ---- | --- | --- | --- | --- | --- |
| 2013-2014 | UCLA Bruins | 37 | 1  | 24,4 | 44,1 | 37,5 | 69,1 | 2,5 | 1,8 | 0,9 | 0,2 | 9,4 |
| Carriera  | Carriera    | 37 | 1  | 24,4 | 44,1 | 37,5 | 69,1 | 2,5 | 1,8 | 0,9 | 0,2 | 9,4 |

#### Massimi in carriera
- Massimo di punti: 21 vs Nevada-Reno (28 novembre 2013)[4]
- Massimo di rimbalzi: 8 vs Oregon (27 febbraio 2014)
- Massimo di assist: 6 vs Stanford (23 gennaio 2014)
- Massimo di palle rubate: 3 (2 volte)
- Massimo di stoppate: 1 (6 volte)
- Massimo di minuti giocati: 48 vs Oregon (27 febbraio 2014)

### NBA

#### Regular Season
| Anno      | Squadra            | PG  | PT  | MP   | TC%  | 3P%  | TL%  | RP  | AP  | PRP | SP  | PP   |
| --------- | ------------------ | --- | --- | ---- | ---- | ---- | ---- | --- | --- | --- | --- | ---- |
| 2014-2015 | Minnesota T'wolves | 77  | 40  | 24,7 | 42,2 | 34,1 | 84,2 | 2,8 | 3,6 | 0,7 | 0,1 | 10,1 |
| 2015-2016 | Minnesota T'wolves | 82  | 33  | 28,0 | 45,2 | 38,9 | 79,3 | 2,8 | 3,1 | 0,8 | 0,2 | 14,0 |
| 2016-2017 | Minnesota T'wolves | 47  | 47  | 37,2 | 45,9 | 38,7 | 83,6 | 3,4 | 3,0 | 0,9 | 0,2 | 18,9 |
| 2017-2018 | Chicago Bulls      | 24  | 24  | 27,3 | 38,3 | 34,1 | 81,3 | 3,9 | 3,0 | 1,0 | 0,2 | 16,7 |
| 2018-2019 | Chicago Bulls      | 63  | 62  | 34,5 | 46,7 | 37,4 | 83,2 | 4,7 | 4,5 | 1,0 | 0,4 | 23,7 |
| 2019-2020 | Chicago Bulls      | 60  | 60  | 34,8 | 45,0 | 38,0 | 80,2 | 4,8 | 4,2 | 1,5 | 0,5 | 25,5 |
| 2020-2021 | Chicago Bulls      | 58  | 58  | 35,1 | 50,7 | 41,9 | 84,9 | 5,0 | 4,9 | 0,8 | 0,5 | 27,4 |
| 2021-2022 | Chicago Bulls      | 67  | 67  | 34,7 | 47,7 | 38,9 | 85,3 | 4,6 | 4,5 | 0,6 | 0,3 | 24,4 |
| 2022-2023 | Chicago Bulls      | 77  | 77  | 35,9 | 48,5 | 37,5 | 84,8 | 4,5 | 4,2 | 0,9 | 0,2 | 24,8 |
| 2023-2024 | Chicago Bulls      | 25  | 23  | 34,9 | 45,2 | 34,9 | 85,4 | 5,2 | 3,9 | 0,8 | 0,3 | 19,5 |
| 2024-2025 | Chicago Bulls      | 42  | 42  | 34,1 | 51,1 | 44,6 | 79,7 | 4,8 | 4,5 | 0,9 | 0,2 | 24,0 |
| 2024-2025 | Sacramento Kings   | 32  | 32  | 36,6 | 51,1 | 44,6 | 87,4 | 3,5 | 3,8 | 0,6 | 0,1 | 22,4 |
| Carriera  | Carriera           | 654 | 565 | 32,8 | 47,0 | 39,1 | 83,3 | 4,1 | 4,0 | 0,9 | 0,3 | 20,8 |
| All-Star  | All-Star           | 2   | 0   | 19,5 | 58,8 | 40,0 | 50,0 | 3,5 | 3,0 | 1,5 | 0,0 | 12,5 |

#### Play-off
| Anno     | Squadra       | PG | PT | MP   | TC%  | 3P%  | TL%  | RP  | AP  | PRP | SP  | PP   |
| -------- | ------------- | -- | -- | ---- | ---- | ---- | ---- | --- | --- | --- | --- | ---- |
| 2022     | Chicago Bulls | 4  | 4  | 38,1 | 42,9 | 37,5 | 93,3 | 5,3 | 6,0 | 0,8 | 0,3 | 19,3 |
| Carriera | Carriera      | 4  | 4  | 38,1 | 42,9 | 37,5 | 93,3 | 5,3 | 6,0 | 0,8 | 0,3 | 19,3 |

#### Massimi in carriera
- Massimo di punti: 51 vs Detroit Pistons (29 Ottobre 2023)
- Massimo di rimbalzi: 14 vs Los Angeles Clippers (31 gennaio 2023)
- Massimo di assist: 14 vs Golden State Warriors (27 dicembre 2014)
- Massimo di palle rubate: 5 vs Cleveland Cavaliers (18 gennaio 2020)
- Massimo di stoppate: 3 (2 volte)
- Massimo di minuti giocati: 56 vs Atlanta Hawks (1º marzo 2019)

## Palmarès
- NBA All-Rookie Second Team (2015)
- MVP NBA Rising Stars Challenge (2016)
- Slam Dunk Contest: 2 (2015, 2016)
- Convocazioni all'All-Star Game: 2 (2021, 2022)

### Nazionale
- Oro olimpico: 1
  - Tokyo 2020